# Rob Muffels
Rob Muffels (ur. 8 grudnia 1994) – niemiecki pływak długodystansowy, dwukrotny mistrz świata, mistrz Europy, olimpijczyk z Tokio.

## Przebieg kariery
W 2011 uczestniczył w pływackich mistrzostwach Europy juniorów, gdzie startował w konkurencjach 800 i 1500 m stylem dowolnym i zajął w nich odpowiednio 10. i 19. pozycję. W tym samym roku zdobył dwa złote medale mistrzostw Europy juniorów w pływaniu na otwartym akwenie, na dystansie 5 km zarówno indywidualnie, jak i drużynowo oraz srebrny medal mistrzostw Europy seniorów w rywalizacji drużynowej.
W 2012 wywalczył ponownie dwa złote medale mistrzostw Europy juniorów w pływaniu na otwartym akwenie, w rywalizacji indywidualnej i drużynowej, a także dwa złote medale mistrzostw świata juniorów – zarówno indywidualnie, jak i w zespole. Na mistrzostwach Europy juniorów na basenie 50 m zdobył złoty medal na dystansie 800 metrów (stylem dowolnym) oraz srebrny na dystansie 1500 metrów (również stylem dowolnym).
Rok później został drużynowym mistrzem Europy juniorów w pływaniu na dystansie 3 km. Zadebiutował również w mistrzostwach świata, na których brał udział w konkursie pływania na dystansie 5 km i ukończył go na 11. pozycji z czasem 53:38,50. W 2014 otrzymał dwa medale pływackich mistrzostw Europy, oba na dystansie 5 km – srebrny indywidualnie i brązowy drużynowo.
W 2015 roku wywalczył dwa medale mistrzostw świata, w ramach zmagań w Kazaniu uczestniczył w konkursach pływackich na dystansie 5 km, w zespole otrzymał złoty medal, natomiast indywidualnie wywalczył srebrny medal. W 2016 wywalczył drużynowo srebrny medal mistrzostw Europy w pływaniu na dystansie 5 km, natomiast dwa lata później brązowy medal mistrzostw Europy, w konkurencji pływania na dystansie 10 km.
W 2019 otrzymał na mistrzostwach świata w Gwangju dwa medale. Niemiec wywalczył drużynowo złoty medal na dystansie 5 km oraz brązowy medal w indywidualnej rywalizacji na dystansie 10 km.
W 2021 zdobył drużynowo srebrny medal mistrzostw Europy. W tym samym roku po raz pierwszy w karierze reprezentował Niemcy na letnich igrzyskach olimpijskich, na których uczestniczył w konkursie pływania na otwartym akwenie na dystansie 10 km i ukończył go na 11. pozycji z rezultatem czasowym 1:53:03,30.